# Acerodon mackloti
Acerodon mackloti — вид рукокрилих, родини Криланових, ендемік Індонезії — островів Ломбок, Сумбава, Флорес, Алор, Сумба, Мойо і Тимор. Харчується фруктами.

## Опис
Загальна довжина тіла: 220–238 мм; довжина передпліччя — 135–156 мм; довжина вух: 32–34 мм; розмах крил 937–1070 мм; маса: 450–565 гр.
Шерсть на спинній частині тіла й голові від вохрового до іржаво-коричневого кольору. Низ тіла від жовто-вохрового до коричневого кольору. Мордочка довга й тонка, очі великі з жовто-коричневою райдужною оболонкою. Хвоста не має. Самці мають пучки жирного волосся на шиї навколо залози, що виділяє речовину зі змішаним запахом мускусу і яблука.

## Середовище проживання
Це прибережний вид, з висотним діапазоном проживання від рівня моря до 450 м над рівнем моря. Лаштує сідала колоніями в 300–500 особин на мангових деревах разом з Pteropus vampyrus і найбільш часто трапляються в садах і вторинних лісах.

## Загрози та охорона
Загрозами цьому виду є полювання, а також масова вирубка лісів у Нуса-Тенггара. Ці вид може мешкати в охоронних районах.